# Rio Paranaíba
Rio Paranaíba este un oraș în Minas Gerais (MG), Brazilia.